# 伯特·霍尔多布勒
伯特·霍尔多布勒（德語：Berthold Karl Hölldobler，1936年6月25日—）是一位德国社會生物學家和演化生物学家，专攻蚂蚁的社会组织进化，主要作品有《蚂蚁的社会——群体合作创造超文明》（The Ants，与E. O. 威尔逊合著，曾获得普立茲獎）等。